# Les Russes (association)
Pour les articles homonymes, voir Les Russes.

Drapeau des Russes.

« Les Russes » (en russe : Русские) est une fédération d’organisations nationalistes russes, active de 2011 à 2015. Elle est interdite le 28 octobre 2015 par le tribunal de Moscou pour « extrémisme ».